# Australian Recording Industry Association
Die Australian Recording Industry Association, kurz ARIA ist eine Berufsgenossenschaft, die die australische Musikindustrie repräsentiert. Gegründet wurde sie 1983 von den Musiklabels EMI, Festival, CBS, RCA, WEA und Universal und ersetzte die Association of Australian Record Manufacturers (AARM), die 1956 gegründet wurde. Ihre Aufgabe ist das Erfassen, Administrieren und Vertreiben von Musiklizenzen.
Laut eigenen Angaben sind über 100 Mitglieder Teil der Australian Recording Industry Association. Die Mitglieder reichen dabei von kleinen Plattenfirmen, die von einer bis fünf Personen geführt werden, bis hin zu mittelgroßen Unternehmen und großen Firmen, die international arbeiten. Der Vorstand besteht aus Denis Handlin (SME), George Ash (UMA), Tony Harlow (WAR), David Vodicka (Rubber) sowie Sebastian Chase (MGM).

## ARIA Accreditation Awards
Die sogenannten „Accreditation Awards“ sind Gold- und Platin-Auszeichnungen, basierend auf den Musikverkäufen in Australien. Die folgenden Tabellen spiegeln die Verleihungsgrenzen der einzelnen Formate wider.
| Auszeichnung | 1. Januar 1977 bis 31. Dezember 1982 | bis 31. Oktober 2015 | seit 1. November 2015 |
| ------------ | ------------------------------------ | -------------------- | --------------------- |
| Gold         | 20.000                               | 35.000               | 35.000                |
| Platin       | 50.000                               | 70.000               | 70.000                |
| 2× Platin    | 100.000                              | 140.000              | 140.000               |
| …            |                                      |                      |                       |
| Diamant      | —                                    | —                    | 500.000               |

| Auszeichnung | 1. Januar 1977 bis 31. Dezember 1982 | seit 1. Januar 1983 |
| ------------ | ------------------------------------ | ------------------- |
| Gold         | 50.000                               | 35.000              |
| Platin       | 100.000                              | 70.000              |
| 2× Platin    | 200.000                              | 140.000             |

Seit Ende 2024 kann außerdem eine Silberauszeichnung für 20.000 Verkäufe verliehen werden. Diese Kategorie gilt ausschließlich für Alben nationaler Künstler mit Erstveröffentlichung 2021 und später.
| Auszeichnung | Verkaufseinheiten |
| ------------ | ----------------- |
| Gold         | 7.500             |
| Platin       | 15.000            |
| 2× Platin    | 30.000            |